# Château du Breuil-Goulard
Le château du Breuil-Goulard est situé sur la commune de Londigny, en Charente, à 50 km au nord d'Angoulême et à huit kilomètres au nord-ouest de Ruffec.

## Historique
Le fief du Breuil-Goulard était d'abord connu sous le nom de Breuil-Millon, et appartenait au XVe siècle à Pierre de Vasselot, écuyer, seigneur de la Chagnée. Il passa par alliance à la famille de Montalembert, puis en 1440 par mariage de Jeanne de Montalembert à celle des Goulard qui conserveront le Breuil jusqu'à la fin du XVIIe siècle. Jeanne apporta aussi en dot à Jacques Goulard, écuyer, baron de La Faye, les terres de la Ferté, près de Villefagnan. En 1525, la famille Vasselot se disait toujours seigneur du Breuil-Millon, car possédant une métairie qui avait été séparée du domaine.
À la fin du XVIIe siècle, Jacques Martel Goulard, de religion protestante, émigra en Angleterre à la suite de la révocation de l'édit de Nantes, et ses biens furent confisqués, bien que sa femme s'était convertie à la religion catholique. C'est vers cette époque que le château prit son nom de Breuil-Goulard,.
Lors de la Révolution, le château aurait été incendié puis reconstruit par la suite à 200 m de son ancien emplacement.

## Architecture
Les bâtiments actuels seraient du XVIe et XVIIIe siècles. Ce petit château typique du Nord-Charente est disposé sur trois faces, autour d'une cour carrée.
Le logis à deux étages et toit mansardé recouvert de tuiles plates est flanqué d'un pavillon rectangulaire et du côté cour d'une tour ronde avec escalier à vis desservant les étages. Le pavillon, en forme de tour carrée, est coiffé d'un toit pentu couvert de tuiles plates style Dordogne. Le reste du logis possède une toiture à la Mansart à tuiles romaines, dont le brisis est percé de cinq lucarnes.
Privé, le château ne se visite pas.